# Illa de Tabarca
Illa de Tabarca är en ö i Spanien.   Den ligger i provinsen Provincia de Alicante och regionen Valencia, i den sydöstra delen av landet, 400 km sydost om huvudstaden Madrid. Arean är 0,30 kvadratkilometer.
Terrängen på Illa de Tabarca är mycket platt. Öns högsta punkt är 13 meter över havet. Den sträcker sig 0,6 kilometer i nord-sydlig riktning, och 1,2 kilometer i öst-västlig riktning.